# ۱۱۵۸ (میلادی)
۱۱۵۸ (میلادی) هزار و صد و پنجاه و هشتمین سال تقویم میلادی است.

## زادگان
- امام فخر رازی

## درگذشتگان
‎